# Teuthraustes whymperi
Espèce
Synonymes
- Chactas whymperi Pocock, 1893

Teuthraustes whymperi est une espèce de scorpions de la famille des Chactidae.

## Distribution
Cette espèce est endémique d'Équateur. Elle se rencontre dans les provinces de Pichincha, de Cotopaxi et de Tungurahua.

## Description
La femelle holotype mesure 54 mm.

## Systématique et taxinomie
Cette espèce a été décrite sous le protonyme Chactas whymperi par Pocock en 1893. Elle est placée dans le genre Teuthraustes par Kraepelin en 1912.

## Étymologie
Cette espèce est nommée en l'honneur d'Edward Whymper.

## Publication originale
- Pocock, 1893 : A contribution to the study of neotropical scorpions. Annals and Magazine of Natural History, sér. 6, vol. 12, no 68, p. 77-103 (texte intégral).